# Паниско, Агафия Власовна
Агафия Власовна Паниско (1900—1981) — звеньевая виноградарского совхоза «Трифешты» Кагульского района Молдавской ССР, Герой Социалистического Труда (23.07.1951).
Родилась 18.11.1900 в селе Трифешты Оргеевского уезда Бессарабской губернии.
Член КПСС с 1953 года.
Работала в крестьянском хозяйстве родителей, потом в своём собственном, с 1946 г. — в виноградарском совхозе «Трифешты». В 1946—1953 гг. звеньевая виноградарского звена. В 1950 году её звено собрало винограда с каждого гектара почти в 3,5 раза больше, чем в среднем по Молдавской ССР.
В 1953—1958 гг. бригадир полеводческой бригады.
С 1958 г. на пенсии.
Герой Социалистического Труда (23.07.1951).
Избиралась депутатом Верховного Совета Молдавской ССР 4-го созыва.